# Larreule (Pirenéus Atlânticos)
Larreule é uma comuna francesa na região administrativa da Nova Aquitânia, no departamento dos Pirenéus Atlânticos. Estende-se por uma área de 10 km². Em 2010 a comuna tinha 186 habitantes (densidade: 18,6 hab./km²).